# Amsal

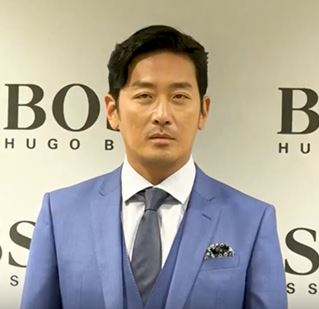
Ha Jeong-woo, uno de los protagonistas de Amsal.

Amsal' (en coreano: 암살; Amsal - literalmente «asesinato»; en inglés: Assassination) es una película surcoreana realizada por Choi Dong-hoon y estrenada en 2015.

## Sinopsis
En 1911, durante la ocupación japonesa de Corea, Yeom Sek-jin, miembro de la resistencia, intenta asesinar sin éxito al gobernador general y a Kang In-guk, un empresario colaborador de los japoneses. Veinte años después, en 1933, Yeom es un político en el exilio en Hangzhou, China y es encargado por la resistencia de volver a Seúl para asesinar a Kang.

## Ficha técnica
- Título : Assassination
- Realización : Choi Dong-hoon.
- Guion : Choi Dong-hoon, Lee Ki-cheol.
- Música : Dalparan, Young-gyu Jang.
- Fotografía : Woo-hyung Kim.
- Montaje : Min-kyeong Shin.
- Producción : Ahn Soo-hyun, Choi Dong-hoon.
- Sociedades de producción : Caper Película.
- Sociedad de distribución : Showbox.
- País :   Corea del Sur.
- Lengua : Coreano.
- Duración : 140 min.
- Fechas de estreno :   Corea del Sur : 22 de julio de 2015.

## Reparto
- Jun Ji Hyun : An Ok-yun.
- Lee Jung-jae : Yeom Seok-jin.
- Ha Jung-woo: Hawaii Pistol.
- Oh Dal-su: Young-gam.
- Cho Jin-woong: Sok-sapo.
- Choi Deok-moon: Hwang Dok-sam.
- Park Byung-eun: Kawaguchi Shunsuke.
- Kim Hong-pa: Kim Koo.

## Premios y nominaciones
| Año  | Categoría  | Premio           | Nominado    | Resultado |
| ---- | ---------- | ---------------- | ----------- | --------- |
| 2016 | Best Actor | Grand Bell Award | Ha Jung-woo | Nominado  |

## Recepción
La película obtuvo en Rotten Tomatoes una puntuación del 82 %.
Con un presupuesto de 16 millones de dólares, la película fue un gran éxito y ha recogido más de 90,9 millones de dólares en taquilla.